# 毀滅戰士 (1993年遊戲)
《毁灭战士》是id Software於1993年12月10日，在DOS系統下推出的一款具有里程碑意義的第一人称射击游戏。这个系列的核心制作者是約翰·卡馬克（John Carmack）和约翰·罗梅洛（John Romero）。
本遊戲在多個領域開創先河並獲得廣泛认同，它使用了包圍遊戲角色的3D環境繪圖、多人遊戲支援，並且能讓玩家自由創建擴展遊戲內容的WAD架構。在當時，毀滅戰士利用共享軟體的方式傳播，在兩年內達成約一千萬次的下載，使遊戲的模式通俗化，並且產生了一股遊戲的次文化；由於它對遊戲工業的衝擊之大，在90年代中期以後激增的第一人稱射擊遊戲，通常被稱為「類DOOM（Doom-like）」遊戲。它的圖形化及互動化的血腥暴力，在遊戲的世界外也曾引起爭論。根據GameSpy，《毀滅戰士》被遊戲工業的內部人士選舉為電子遊戲歷史上「不朽的遊戲第一名」。
《毀滅戰士》的成功稍後由《毁灭战士II》和數個資料片所延續，這些資料片包括《The Ultimate Doom》、《Master Levels for Doom II》和《Final Doom》。雖然當初《毀滅戰士》是專為DOS系統而設計，但稍後這些遊戲被移植至不同平台上，包括九種不同的掌上遊戲機。然而這一系列的遊戲在90年代後期逐漸失去吸引力，主要的原因是《毀滅戰士》的遊戲引擎在此時已經顯得過時，不過喜好者們仍然針對《毀滅戰士》的不同方面做出貢獻，例如持續製作WAD擴充包、製作快速過關影片、以及更改《毀滅戰士》原始碼的工作。而此一系列遊戲又在2004年《毀滅戰士三代》的釋出吸引的大眾的注意力，三代採用一代相同的故事，不過使用了全新的科技，所改編而成的電影並且在2005年上映。
以下文章說明的是這一系列遊戲的《毀滅戰士》一代。

## 遊戲內容

### 故事

毀滅戰士1畫面

《毀滅戰士》的主題故事以科幻和恐怖為基礎，設定了簡單的劇情。背景故事僅在遊戲說明書上提起，遊戲中則主要透過各章節破關後的簡短訊息作說明。
玩家掌控的是一位沒有名字的太空陸戰隊员，「地球上最頑強、為戰鬥受高度訓練」的人，由於拒絕服從上級命令殺害無武裝的平民並攻擊長官，因而獲罪被放逐到火星。他被迫替軍事工業企業集團UAC（Union Aerospace Corporation，联合宇宙航空公司）工作，公司正在火衛一和火衛二之間執行瞬間移動（teleport）的秘密實驗。一次實驗時因為突然出錯，來自地獄的生物經傳送門蜂擁而出，防衛單位猝不及防，使惡魔們迅速佔領整個基地，所有的人員不是被殺就是成為喪屍，同時火衛二完全消失。於是UAC派遣一支隊伍到火衛一調查此事，但不久隊員之間的無線電便轉為靜默，顯示各人已被殺害，剩下的唯一一個人類（玩家扮演的角色）所能做的便是設法逃出生天。
要完成整個基本遊戲，玩家必須通關三個章節，每個章節各有九關，共27個關卡（每章第九關為額外的秘密關卡，玩家只需完成每章八個基本關卡即可破關）：
- 第一章（Knee-Deep in the Dead）：《毀滅戰士》共享軟體版本中唯一可玩到的關卡，此章節的背景設定在火衛一的軍事基地中。玩家要完成最後一關，必須打敗兩隻地獄男爵（Barons of Hell），然後進入通往火衛二的傳送門，在那裡玩家會被一群怪物圍攻並看似被殺。
- 第二章（Shores of Hell）：玩家要穿越火衛二的設施，建築物看起來已經混雜了惡魔般的風格，在擊敗機械巨魔（Cyberdemon）以後真相逐漸揭曉——消失的火衛二正在地獄之上漂浮著。接著角色往下到達地獄的表面，開始第三章（Inferno）。
- 第三章（Inferno）：玩家在地獄擊敗最終首領「蜘蛛首腦」（The Spider Mastermind）之後，證明了自己「頑強得地獄也不收留」，之後一個隱藏的通道為主角開啟了。主角成功回到地球，卻發現地球已經被惡魔入侵，連主角的寵物兔也被殺。原版遊戲基本結束，情節連結至《毁灭战士II》遊戲。
- 第四章（Thy Flesh Consumed）：為1995年發行的遊戲資料片《終極毀滅戰士》（The Ultimate Doom）中增加的章節，敘述了主角回到地球與惡魔戰鬥的故事。最終惡魔仍繼續在地球肆虐，主角亦將在《毁灭战士II》中繼續拯救地球，同時為兔子（最後說明文字顯示其名為「Daisy」）復仇。

### 遊戲方式
作為第一人稱射擊遊戲，《毀滅戰士》藉由主角的親身視野來進行遊戲。每個關卡的目標是活著通過一路上所有的致命障礙，找到導向下一關的出口（房間以斗大的紅色EXIT字樣標明）。障礙包括各種怪物、造成傷害的輻射污染物、被射擊後會爆炸的化學品（以油桶裝載）、掉下來會壓碎玩家的天花板、需要各種鑰匙卡開啟的閘門，與及設在牆上的遙控開關。某些關卡故意設計成迷宮的樣式，所以遊戲的自動繪製地圖功能十分重要。
《毀滅戰士》在武器的選用與設計上十分出色，以致之後其他第一人稱射擊遊戲紛紛倣效。玩家一開始可選用手槍和拳頭（玩家若彈藥用盡則只能使用後者），通關途中則可獲取更大型的武器：電鋸（取代拳頭）、霰彈槍、機關槍（鏈槍（Chaingun））、火箭炮、電漿槍以及威力無窮的BFG 9000。背包讓玩家補充彈藥並增加彈藥收納空間；急救箱和裝甲用來回復生命值與盔甲值（兩項基本值最高為100）。另外玩家亦可能獲得特殊物品，用以增幅生命值與盔甲值（超過100基本值）、瀏覽整關地圖、或者短期內進入防毒保護、夜視、半隱形、無敵或狂戰士狀態。
作為敵人的怪物是《毀滅戰士》的主要組成部分。玩家常常以一敵多，在困難的關卡中甚至需同時對付十幾隻怪物。本作有十種不同的怪物，包括心智被控制的人類。惡魔們從弱到強不一，行為模式很簡單，即是追著玩家跑，並且以各種不同的方式攻擊，而怪物們甚至可以被玩家設計成自相殘殺：
- 喪屍士兵（Zombieman）：原本為跟主角一樣的太空陸戰隊员，是遊戲中最弱的怪物，以突擊步槍單發射擊敵人，擊斃他後能取得載有5發子彈的彈匣（遊戲中命名為「彈夾」（clip），最易及最難的難度有雙倍彈數）。
- 散彈槍手（Shotgun Guy）：帶著散彈槍的喪屍，殺傷力比喪屍士兵更大，擊斃他後能取得散彈槍及4發散彈（最易及最難的難度有雙倍彈數）。
- 幼魔（Imp）：成人大小的人型惡魔，會向敵人發射火球。
- 粉紅魔（Demon）：長著雙角、頭部巨大的怪物，能以兩腳快速衝向敵人並咬噬對方。
- 幽靈（Spectre）：為粉紅魔的半隱形版本。
- 喪魂（Lost Soul）：遊戲中會飄浮的怪物，造型為長著兩角的骷髏頭火球，會快速衝向敵人進行撞擊。
- 巨腦魔（Cacodemon）：遊戲中另一種會飄浮的怪物，造型為長著兩角、綠色單眼、藍色大口及無數尖牙的巨型紅色球狀怪物，生命力較強，會向敵人發射殺傷力較大的火球。
- 地狱男爵（Baron of Hell）：遊戲第一章的最終首領（共兩隻），在之後的篇章也作為普通角色出現，為牛頭人身的怪物，會向敵人投擲綠色火球。
- 机械巨魔（The Cyberdemon）：遊戲第二章的最終首領，在之後的篇章（第三章秘密關卡及《終極毀滅戰士》第四章）也作為普通角色出現，比地狱男爵更強大的牛頭人身怪物，左前臂裝有能向敵人發射火箭彈的武器。
- 蜘蛛首腦（The Spider Mastermind）：本作的最終首領，出現在遊戲第三章及《終極毀滅戰士》第四章兩個章節的最終關卡，大腦外露並控制著四隻機械腳，機械部分附有能向敵人發射電漿雷射的旋轉機炮。

《毀滅戰士》的關卡具有秘藏（secrets），必須由玩家發現秘密房間或是難以到達的區域來進入。玩家可在秘藏中獲得武器（如第一章首關的散彈槍）或額外物資（但可能需要先對付裡面潛伏的怪物），每關完結後亦會為玩家統計秘藏發現率（如有的話）。遊戲部分關卡的秘藏能通往秘密關卡，唯玩家即使不進入秘密關卡亦不影響遊戲破關進入結局。
《毀滅戰士》的難度共五級。最易（第一級）及最難（第五級）的級別中，玩家撿拾的每件武器及彈藥中的彈數為雙倍。最易級別中玩家所受的傷害減半，其餘的難度設定與第二級相同。最難級別與第四級難度設定相同，但玩家在前者中無法使用作弊碼，而且當中的怪物速度較快，被殺死後若玩家不盡快通關更會在遊戲設定的初始點重新出現。
除了單人遊戲模式，《毀滅戰士》提供兩種多人模式以供遊玩：合作過關模式讓兩到四人的玩家一同進行單人模式劇情，以及死鬥模式，讓兩到四人的玩家互搏。

## 開發
《毀滅戰士》的開發工作於1992年開始，約翰·卡馬克設計了新的3D遊戲引擎：毀滅戰士引擎，而其他的id Software員工則繼續完成《德軍總部3D》的續集遊戲：《命運之矛》。當遊戲於1992年後半開始設計時，遊戲的主題被兩部電影給影響了，它們分別是科幻電影《異形》以及恐怖電影《鬼玩人》。遊戲的標題是由卡麥克自己下的：
「《金錢本色》有一幕中湯姆克魯斯拿著一個箱子出現在撞球間，裡面裝著自製的球桿。有人問了：『你裡面裝了什麼？』湯姆克魯斯露齒而笑：『毀滅。』接著大屠殺般的擊敗了所有人。這是我預見我們的異軍突起將會對整個遊戲工業產生的衝擊。」（節錄於Netflix遊戲紀錄片《爆機時代》約翰·羅梅洛相關採訪內容）
主設計師汤姆·霍尔寫了一本精巧的設計手冊，稱作《毀滅戰士聖經》。根據這個手冊，遊戲將會包括一個詳細的故事情節，數個玩家角色，還有幾個互動的特色。但是，許多他的創意在開發的過程中被放棄，原因是卡麥克主張盡量簡化設計的部份。霍爾因為無法繼續對整個開發小組的方向做出有益貢獻，被迫辭去工作。結果在遊戲完成品中，多數的關卡設計是由约翰·罗梅洛和桑迪·彼得森來完成的。圖形的部份由阿德里安·卡马克、凱文·克勞德和Gregor Punchatz來繪製。他們採用了一些的不同方法來完成這個工作，大部分的圖形是繪畫出來的，而數種怪物則是由黏土或乳膠數位化而成的，有一些武器則是玩具反斗城製作的玩具槍。音樂的部份，則是由Bobby Prince所創作的重金屬音樂以及環境音樂。

### 引擎技術
《毀滅戰士》之所以如此獨特在於當時看起來相當卓越的3D圖形，和無與倫比地在消費性個人電腦上做出即時運算。這個進步比《毀滅戰士》的前身《德軍總部3D》多出了一些特性：
- 高度差異（所有《德軍總部3D》的房間都在同一水平線上）。
- 非垂直的牆壁（所有《德軍總部3D》的牆都成矩形的）。
- 武器的晃動（在《德軍總部3D》中，不論玩家做什麼事，武器的位置總是固定在畫面的特定部份），這給了玩家正在移動的印象。
- 所有表面都可貼圖（在《德軍總部3D》中地板和天花板是沒有貼圖的）。
- 光線的差異（在《德軍總部3D》中所有的房間都呈現同樣的亮度）。藉由成功的由光線和陰影製造視覺上的錯覺，足以改變玩家在探索遊戲世界的態度，陰暗未知的元素可以給予玩家驚嚇或者困惑。大部分人將此視作最重要的改變。

和《德軍總部3D》的呆滯比起來，《毀滅戰士》的元素是高度互動化的：可以上升或下降的平台、原本水平的地板可以相繼上升而形成樓梯、橋樑也是同樣。而遊戲提供立體聲音效使遊戲的經驗貼近了現實世界，藉此玩家甚至可以聽到怪物的方向和距離。玩家必須時時警覺怪物們的嚎叫和怪吼，而怪物也同樣會被玩家的槍聲而開始警覺。玩家也可以藉由機關的聲音來發現一些秘密的房間。
卡麥克必須使用一些技巧才能使這個遊戲在1993年的電腦上運行。最明顯的特徵是，《毀滅戰士》不是真正的三維空間環境，在數學上它們仍然呈現平面，只是隨後加上的高度參數讓遊戲引擎來產生高度差異（一個相似的技巧仍然被用於產生龐大的戶外環境圖形的情形）。這給了《毀滅戰士》設計上有一些限制，例如遊戲中並沒有樓層的體現，因為不可能使一個房間之上還有另一個房間。但無論如何，兩度空間的呈現法有運算簡化的優點，只要使用二叉空间分割的方式就行了。另一個優點是遊戲自動繪圖的簡單性，只需要二維的繪圖就可畫出地圖，因為不會有樓層重疊的危險性存在。
另一個《毀滅戰士》引擎的重要特色是可擴充性。《毀滅戰士》的遊戲內容可以藉由WAD檔的改變來替換。《德軍總部3D》未有如此設計，但喜好者們仍然想出自行設計關卡的方法。《毀滅戰士》將這一現象擴張了，可以自行創作的特色給了《毀滅戰士》十足的吸引力。

## 遊戲的推出及後續發展

### 一開始的熱門
毀滅戰士的開發受到許多期待。當時在網際網路的新聞群組上有著眾多的討論，這些討論甚至引發了一個被稱作「SPISPOPD」的笑話，並且受到id官方的首肯而把穿牆的作弊密碼設定為「idspispopd」。另外在網上還流傳著新聞、傳聞、screenshot、未經授權漏出的遊戲測試版本等等（許多年以後id基於它的歷史性意義，認可了這些測試版本，它們展示了當初毀滅戰士的進展）。第一個公開的正式版本，被上傳至威斯康辛大學的FTP伺服器，於1993年12月10日公開。
毀滅戰士以共享軟體的方式成功鼓勵人們多加傳播，估計曾被安裝在超過一千萬台電腦上。雖然多數使用者並未購買註冊版的毀滅戰士，仍然售出超過了一百萬套。這樣的熱門性對毀滅戰士往後的銷售有所幫助，當1995年The Ultimate Doom（1.9版加上第四章的遊戲）發售時，是這個系列的遊戲第一次直接上市銷售。
在1993年元旦id發佈的新聞稿中，他們寫道，他們認為毀滅戰士將會是造成全世界事業生產力下降的最主要原因。這個命題有一部分確實是真的，毀滅戰士成為了工作場所的大問題，不但佔去了員工工作的時間，並且由於連線遊戲而阻塞了網路的流量。英特爾、Lotus Development和卡內基美隆大學下達了在工作時間內不得玩毀滅戰士的政策，而這只是許多組織中的一部分而已。在微軟中，毀滅戰士幾乎成為了一種宗教性的現象。
在1995年後期，估計毀滅戰士被安裝的數量超過微軟的新作業系統Windows 95，儘管後者花了百萬元的預算於行銷之上。這個遊戲甚至促使了比爾蓋茲考慮了是否要買下id Software，並且開發Windows 95版本的毀滅戰士來促進銷售量。還有把比爾蓋茲的圖像數位化，然後疊加在遊戲內容中。Excel 95中也有復活節彩蛋，內容是毀滅戰士的隱藏關卡，關卡的內容是程式設計師的照片等等。據推測也許是微軟的工程師們對於毀滅戰士在Windows 95上運行的研究而使得他們能夠在試算表程式內放置這個小程式。
毀滅戰士在電腦遊戲媒體中也獲得讚賞。1994年，它同時獲得PC Gamer和Computer Gaming World的年度最佳遊戲獎項。另外，還有PC Magazine的優良技術表現獎項，以及Academy of Interactive Arts & Sciences的最佳動作冒險遊戲獎項。
除了令人毛骨悚然的單人遊戲外，連線死鬥模式也是一個重要因素。毀滅戰士並非第一個有連線死鬥模式的FPS遊戲，1987年在Atari ST上的MIDI Maze使用ST上內建的MIDI埠來連接四台同樣的機器。然而，毀滅戰士是第一個允許玩家透過乙太網連線的遊戲，而遊戲中的暴力和血腥更使得與朋友對戰顯得十分具吸引力。透過Modem和電話線，也能使兩個玩家連上線。由於它被廣泛的散播，毀滅戰士成為把死鬥模式介紹給廣大群眾的遊戲，同時也是第一個使用「死鬥」一詞的遊戲。

### WAD檔案
以WAD檔案來創造自訂關卡或者更改遊戲內容的可變性，成為了毀滅戰士一個達致成功的要素。由於它的緣故，世界上第一個以創作遊戲模組為主的社群被集結在一起，影響了往後整個第一人稱射擊遊戲的文化。之後數個專業的遊戲設計者是靠著興趣上製作DOOM的MOD，開始了他們的職業生涯。在這些人之中，例如提姆·威利茲後來就成為id的首席設計師。
第一個關卡編輯器程式約莫在1994年前幾個月出現，還有其他的幾個程式集，這些程式讓毀滅戰士的幾乎所有物件都是可更改的。不過，許多WAD檔案的模組仍然使用毀滅戰士的原始設計風格來設計關卡，或有一些WAD加入了新的怪物和資源，並且改變了遊戲模式。這些WAD的材料各式各樣，從熱門電影到電視影集、還有大眾文化的數個品牌：包括異形、星際大戰、X檔案、和蝙蝠俠。有一些WAD檔也改變了聲音，著名的例子是一個改編自癟四與大頭蛋的其中一集When Harry Met Sally...。
在1994年到1995年間，這些WAD檔主要透過BBS系統來發佈，或者被集中於一片CD上然後販賣，或者被放在雜誌中出售。往後數年，FTP傳輸成為最主要的方式。少數的一些WAD透過商業方式販賣，例如1995年釋出的Master Levels for Doom II，和其他總數1830個WAD被放在一張稱作Maximum Doom的CD中一起販售。最終，這些WAD作品加起來總數有數千個之多，一個idgames的FTP網站的/idstuff目錄中放置了超過13,000的檔案數，而總數的作品數仍然在其之上。
另外還有協力者寫了程式，負責自動替換管理這些WAD檔案，由於DOS系統下必須使用一連串指令，這個遊戲開始器簡化了這些指令使它變得容易一些。

### 相關的產品

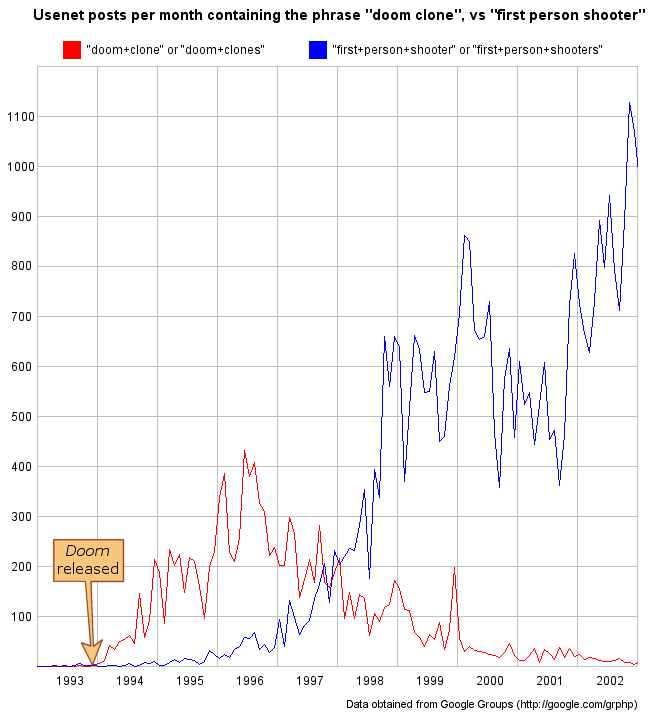
「Doom类游戏」這一用語在毀滅戰士當紅時，常被用來描述具有相同特徵的遊戲（模式）——我們可以把這當作對毀滅戰士的恭維。在1996年後便逐漸被比較一般的用語「第一人称射击游戏」取代。

想當然耳，毀滅戰士一開始的成功讓id又著手進行續集的開發工作：毁灭战士II（1994）。以及基礎於同樣遊戲引擎的一連串資料片和擴充包：The Ultimate Doom（1995）、Final Doom（1996）、還有Doom 64（1997）。毀滅戰士如此炙手可熱，以至於人們認為在所有的平台上都應該要有這個遊戲可玩。最終毀滅戰士被發行在下列的系統上：DOS、Windows、QNX、Irix、NEXTSTEP、Linux、蘋果麥金塔、超級任天堂、世嘉32X、索尼PlayStation、GBA、RiscOS、Atari Jaguar、Sega Saturn、任天堂64、Tapwave Zodiac和3DO，Xbox則發行了系列作的第三代：毀滅戰士3。毀滅戰士的銷售量未知，可以確定的是應該超過四百萬份拷貝。單單毁灭战士II便有一百萬美元的獲利。
毀滅戰士的遊戲引擎也被授權給其他公司製作遊戲，例如異教徒（遊戲）、毀滅巫師、Strife和HacX。還有早餐麥片公司製作了Chex Quest的遊戲，當作產品的搭售物。美國陸戰隊也設計了Marine Doom，目的是「訓練團隊合作、協同作業和決策能力」。
在毀滅戰士之後，雨後春筍的出現了許多類似的遊戲，他們被稱作Doom-like（抑或是第一人稱射擊）遊戲。這些遊戲之中有些只是粗糙的複製品並且馬上被遺忘，有些則開拓了新領域並且受到高度讚賞。毀滅戰士的主要對手無疑是Apogee Software的Rise of the Triad和Origin Systems的System Shock。受歡迎的星際大戰WAD模組據說是促使LucasArts開發自己系列遊戲Dark Forces的動機。
三年後，3D Realms發行了以科幻題材為主的毀滅公爵3D，採用的是Ken Silverman製作的遊戲引擎，仍然類似毀滅戰士。而id Software已經將近完成雷神之錘引擎的開發，這個下一世代的遊戲替代了毀滅戰士的領先地位，直到2000年毀滅戰士3的開發公佈。毀滅戰士3是一代的遊戲重述，然而使用了全新的圖形科技。id宣稱會有互動介面上和真實感上的大躍進，然而2004年遊戲公佈時有褒貶不一的評價。
毀滅戰士除了出現在遊戲界以外，也曾以其他形式出現。包括漫畫、Dafydd Ab Hugh和Brad Linaweaver所著的四本小說（靠著遊戲中的些微線索作題材）、2005年的毀滅戰士電影由Karl Urban和巨石強森演出。這個遊戲對於大眾文化的開發和衝擊也是一本書的主題：David Kushner所著的Masters of Doom。

### 爭議
毀滅戰士因為它本身高度的暴力、血腥和惡魔崇拜的想像，讓它在各式不同團體間遭受抨擊而聲名狼藉。因為它的惡魔涵意使得它屢次遭受宗教團體批評，被指為「大屠殺模擬器」，這些人包括了批評家和Killology Research Group的創辦者David Grossman中校。毀滅戰士引起恐懼並且結合虛擬實境科技的方式，能夠用來模擬極端真實的殺戮。這導致1994年一位華盛頓參議員Phil Talmadge提出VR科技必須擁有執照的主張，雖然結果並不成功。
這個遊戲由於1999年一個美國校園中發生的暴力事件，又再度引起批評的火花，人們發現犯下科倫拜校園槍擊事件的埃里克·哈里斯和迪倫·克萊伯德是狂熱的毀滅戰士玩家。在計畫這個犯罪時，Harris形容真正的謀殺就像「like fucking Doom」，而他的霰彈槍則是「straight out of the game」。稍後一個傳聞說Harris將毀滅戰士的關卡設計成校園的樣子，並且把教師和同學們的樣子放在裡面，一遍又一遍的遊玩這個關卡來練習程序。事實上，Harris的確設計了毀滅戰士的關卡，但是它們並非科倫拜校園的模擬（見Harris關卡）。

### 傳奇性的延續
毀滅戰士被廣泛的認為是遊戲史上最重要的數個遊戲之一。GameSpy在2001年7月舉辦過一次選舉，而毀滅戰士被百位遊戲設計者和新聞工作者選為「all-time遊戲第一名」，而影響力巨大的遊戲雜誌PC Gamer，在他們十週年主題上，稱頌毀滅戰士是有史以來最具影響力的遊戲。不過，也有評論認為，比起，毀滅戰士的故事性及遊戲性相對而言都比較低。
由於1996年雷神之鎚的釋出，使得毀滅戰士的人氣下降不少，不過它的喜好者文化相當穩固，持續玩著毀滅戰士並且創作WAD模組（idgames的FTP網站截至2005年止，每週仍然收到數個到十幾個新的WAD檔），如Doomworld之類的社群也仍然在更新它的新聞。1997年毀滅戰士的原始碼公開（1999年又以GNU通用公共许可证重新發佈），重新吸引了一些注意力。喜好者們開始移植毀滅戰士到不同的作業系統，甚至是其他平台如Dreamcast、PSP和iPod。他們也為引擎增加了一些新的規格，像是OpenGL繪圖、腳本能力等等，讓WAD的控制範圍更加徹底。總共有超過五十個像這樣子的原始碼計畫，並且仍然在運行。
也有忠實的玩家花了數年的時間研究快速過關，相競用最快的時間完成關卡，並且分享自己的路線或者利用遊戲BUG製造捷徑等等。純熟的玩家能在30分內在Ultra-Violence難度下，完成一代或者二代的所有關卡。另外，少數一些玩家甚至能夠在Nightmare!難度下一口氣完成毀滅戰士二II，在這樣的難度下怪物的速度比平常快一倍，並且會在固定時間後重生（關卡設計者約翰·羅梅洛認為這個主意不太可能實現）。此類的快速過關展示可以在COMPET-N網站上找到。

## 外部連結
- id Software的毀滅戰士官網
- Activision的毀滅戰士官網
- 互联网电影数据库（IMDb）上《Doom》的资料（英文）